# Mimosa brevispica
Mimosa brevispica är en ärtväxtart som beskrevs av Hermann August Theodor Harms. Mimosa brevispica ingår i släktet mimosor, och familjen ärtväxter. Inga underarter finns listade i Catalogue of Life.